# Zaalvoetbal Club 80 Malle-Beerse
Zaalvoetbal Club 80 Malle-Beerse, kortweg ZV Club 80 is een Belgische zaalvoetbalclub uit Malle.

## Historiek
De club werd opgericht in 1980 onder de naam Zaalvoetbalclub Bonten Os en nam voor het eerst deel aan de competitie in het seizoen 1981-'81 in de bijgevoegde competitie. De club speelde kampioen en promoveerde naar de vierde provinciale reeks Antwerpen, tijdens haar eerste seizoen in vierde provinciale werd de naam vervolgens gewijzigd in Zaalvoetbalclub Airo Belgium. Tijdens het seizoen 1984-'85 werd de club in deze reeks kampioen en in 1986 werd de naam van de club een tweede maal gewijzigd, met name in ZVC Westmalse Club 80. In de seizoenen 1992-'93 en 1993-'94 kampioen in de eerste provinciale reeks, het was echter wachten tot het seizoen 1996-'97 alvorens de promotie naar de nationale reeksen werd afgedwongen. 
Sinds het seizoen 1997-'98 is 'Krijnen Keukens' uit Malle hoofdsponsor. Na een seizoen in derde nationale promoveerde de club naar tweede nationale, het daaropvolgende seizoen degradeerde men echter opnieuw naar derde nationale. In het seizoen 2001-'02 werd de club kampioen en promoveerde ze opnieuw naar tweede nationale. Twee seizoenen later, in 2003-'04, werd de club aldaar kampioen en traden ze een allereerste maal aan op het hoogste niveau. Een seizoen later degradeerde de club opnieuw als gevolg van de hervormingen in het zaalvoetbalreglement daar ze niet over de noodzakelijke goedgekeurde zaal beschikten. Het daaropvolgende seizoen sloot Edwin Grünholz aan. In het seizoen 2006-'07 slaagden de club er wederom in kampioen te worden in tweede nationale.
Het daarop volgende seizoen slaagde de club erin de Beker van België te winnen. In 2012-'13 werden ze verliezend finalist, daarnaast eindigde de club op de derde plaats in het eindklassement en namen ze deel aan de play-offs. Het daaropvolgende seizoen werd de BeNeCup voor Bekerwinnaars gewonnen. In het seizoen 2018-'19 werd de club tweede in de eindstand en waren ze finalist in de play-offs.

## Palmares[6]
- Winnaar BeNeCup: 2014
- Winnaar Beker van België: 2008
- Finalist Beker van België: 2013
- Kampioen van Vlaanderen: 1993
- Winnaar Beker van Antwerpen: 1993
- Finalist Beker van Antwerpen: 1995 en 1996
- Kampioen Tweede nationale: 2004 en 2007
- Kampioen Derde nationale: 2002
- Kampioen Eerste provinciale Antwerpen: 1993, 1994
- Kampioen Vierde provinciale Antwerpen: 1985
- Kampioen Bijgevoegde competitie Antwerpen: 1981

## Bekende (ex-)spelers
- Edwin Grünholz
- Bart Michiels
- Mustafa Toukouki[7]
- Steven Dillien
- Bram Meyers
- Arthur Vermeeren